# مويوا أديمولا
مويوا أديمولا (مواليد 26 يناير 1971) هو ممثل نوليوود النيجيري وصانع أفلام ومنتج ومخرج أفلام. في عام 2005 فاز فيلمه (مصير) بجائزة أفضل فيلم أصلي في حفل توزيع جوائز أكاديمية الأفلام الأفريقية الأول، وفي عام 2008، تم ترشيحه لجوائز أكاديمية السينما الأفريقية الرابعة لأفضل ممثل من السكان الأًصليين.

## حياة سابقة
ولد في 26 يناير 1971 في أبيوكوتا، عاصمة ولاية أوجون بجنوب غرب نيجيريا. التحق بمدرسة سانت ديفيد الثانوية في إبادان حيث حصل على شهادة الثانوية العامة لغرب إفريقيا. انتقل لاحقًا إلى جامعة إبادان حيث حصل على درجة البكالوريوس في التربية لتعليم الكبار.

## حياته المهنية
انضم إلى صناعة السينما النيجيرية من خلال تشارلز أولومو، المعروف شعبياً باسم أغباكو، ومقره في مسقط رأسه «أبيوكوتا». التقى لاحقًا بمخرج سينمائي يدعى «إس. آي. أولا» علمه التمثيل والإنتاج السينمائي. بدأ حياته المهنية في التمثيل بشكل كامل عام 1991. وفي عام 1995 أنتج أول سيناريو مكتوب له في فيلم بعنوان «خطأ فادح»، وقد تمت رعاية الإنتاج من قبل «ديبل». ومنذ عام 1995 أنتج وأخرج وظهر في العديد من أفلام يوربا بنوليوود. وفي يناير 2013 تم الإبلاغ عن تعرضه لحادث مميت كاد يؤدي إلى وفاته.